# Налейка (станція)
Налейка (рос. Налейка) — посёлок станции в Кузоватовському районі Ульяновської області Російської Федерації.
Населення становить 848 осіб. Входить до складу муніципального утворення Лісоматюнинське сільське поселення.

## Історія
Від 2004 року входить до складу муніципального утворення Лісоматюнинське сільське поселення.

## Населення
| 2010 |
| ---- |
| 848  |